# Centrale elettronucleare Enrico Fermi (Stati Uniti d'America)
La centrale elettronucleare Enrico Fermi è un impianto di generazione elettrica statunitense situato in prossimità di Monroe (Michigan), sulle rive del lago Erie.
La centrale prende il nome dal fisico nucleare Enrico Fermi, noto per il suo lavoro di sviluppo del primo reattore nucleare della storia, e per lo sviluppo della teoria quantistica.
Fermi vinse il premio Nobel per la fisica per il suo lavoro sulla radioattività indotta.
L'8 agosto 2008, John McCain visitò il complesso per 45 minuti, diventando il primo candidato alla presidenza a visitare una centrale nucleare.

## Reattori
Nella centrale sono stati installati due reattori:

### Fermi 1
Il prototipo di reattore nucleare veloce autofertilizzante da 94 MW elettrici Fermi 1 operò dal 1957 al 1972.

### Fermi 2
Fermi 2 è un reattore BWR da 1,1 GWe netti della General Electric gestito da Detroit Edison di proprietà della DTE Energy. Raggiunse la prima criticità nel gennaio 1988 ed è attualmente operativo. Da marzo 2008 Fermi 2 è operativo a potenza piena.

### Fermi 3
Nel settembre 2008, Detroit Edison (DTE ENERGY) ha richiesto autorizzazione per un ESBWR da 1,52 GWe da costruirsi al sud-est di Fermi 2. Il costo è stimato a 10 miliardi di dollari.